# パリ国立高等音楽・舞踊学校の人物一覧
パリ国立高等音楽・舞踊学校の人物一覧はパリ国立高等音楽・舞踊学校に関係する人物の一覧記事。

## 歴代院長

### 1946年以前(国立音楽・演劇学校まで)
- 1795-1800 : 院長不在
- 1800-1814 : ベルナール・サレット …初代院長
- 1814-1815 : マルキス・ド・ラ・ルジエール
- 1815 : ベルナール・サレット
- 1815-1822 : フランシス・ペルヌ
- 1822-1842 : ルイジ・ケルビーニ
- 1842-1871 : ダニエル＝フランソワ＝エスプリ・オベール
- 1871-1896 : アンブロワーズ・トマ
- 1896-1905 : テオドール・デュボワ …『ラヴェル事件』で辞職
- 1905-1920 : ガブリエル・フォーレ …音楽院改革を行い、《ロベスピエール》とあだ名された。
- 1920-1941 : アンリ・ラボー
- 1941-1946 : クロード・デルヴァンクール …分析クラス教授としてメシアンを招聘

### 1946年以後(国立高等音楽・舞踊学校)
- 1946-1954 : クロード・デルヴァンクール
- 1954-1956 : マルセル・デュプレ
- 1956-1962 : レイモン・ルシュール …国民教育省から文化省への移管
- 1962-1983 : レイモン・ガロワ＝モンブラン …研究科(perfectionnement)の設置
- 1968-     : ジャン＝マルク・サヴェリ
- 1984-1986 : マルク・ブルーズ …フォルマシオン・ミュジカルの体系化
- 1986-1991 : アラン・ルヴィエ
- 1991-1992 : グザヴィエ・ダラス
- 1993-2000 : マルク・オリヴィエ＝デュパン
- 2000-2008 : アラン・ポワリエ …LMD制度への移行
- 2009-2010 : パスカル・デュメイ
- 2010-     : ブルーノ・マントヴァーニ

## 主な学生
- ジャック・アレヴィ
- エクトル・ベルリオーズ
- シャルル・ケクラン
- シャルル＝ヴァランタン・アルカン
- シャルル・グノー
- アントワーヌ・マルモンテル
- ジュール・マスネ
- カミーユ・サン＝サーンス
- ジョルジュ・ビゼー
- パブロ・デ・サラサーテ
- エルネスト・ショーソン
- アンドレ・ジェダルジュ
- ギュスターヴ・シャルパンティエ
- クロード・ドビュッシー
- ガブリエル・ピエルネ
- ポール・デュカス
- エリック・サティ
- フローラン・シュミット
- アンリ・ラボー
- マルセル・デュプレ
- モーリス・ラヴェル
- ピエール・モントゥー
- ジャン・ギャロン
- ジョルジェ・エネスク
- エドガー・ヴァレーズ
- ナディア・ブーランジェ
- ノエル・ギャロン
- アルテュール・オネゲル
- ダリウス・ミヨー
- ジェルメーヌ・タイユフェール
- ジョルジュ・オーリック
- ジャック・イベール
- アンリ・トマジ
- モーリス・デュリュフレ
- ウジェーヌ・ボザ
- オリヴィエ・メシアン
- ピエール・サンカン
- アンリエット・ピュイグ＝ロジェ
- ジャン＝マルク・サヴェリ
- アルフレッド・デザンクロ
- ジェラール・スゼー
- アンリ・デュティユー
- イヴォンヌ・ロリオ
- ネヴィル・マリナー
- ピエール・ブーレーズ
- ピエール・アンリ
- ベッツィ・ジョラス
- カールハインツ・シュトックハウゼン
- ガブリエル・タッキーノ
- リュック・フェラーリ
- ミシェル・ルグラン
- ジルベール・アミ
- オリヴィエ・ギャルドン
- ヴィンコ・グロボカール
- フランソワ・ベルナール=マーシュ
- アラン・ゴーサン
- フィリップ・マヌリ
- ジェラール・グリゼイ
- アラン・ルヴィエ
- トリスタン・ミュライユ
- ミカエル・レヴィナス
- フィリップ・ルルー
- フィリップ・ユレル
- リチャード・クレイダーマン
- パスカル・デュサパン
- ローラン・テシュネ
- フレデリック・デュリュー
- ジョージ・ベンジャミン
- エレーヌ・グリモー
- ドゥニ・デュフール
- ジェラール・ペソン
- マーク・アンドレ・ダルバヴィ
- レジス・カンポ
- ブルーノ・マントヴァーニ
- ミラン・ニコリッチ
- エリザベート・プラテール
- マルグリット・デュラン

## 学んだ日本人留学生

### 作曲
- 池内友次郎
- 外山道子
- 三善晃
- 別宮貞雄
- 黛敏郎
- 矢代秋雄
- 篠原眞
- 藤原義久
- 尾高惇忠
- 松本日之春
- 加古隆
- 藤井一興
- 成田和子
- 小鍛冶邦隆
- 斉木由美
- 望月京
- 夏田昌和
- 鈴木純明
- 酒井健治
- 神本真理
- 島岡譲

### 作曲理論
- 服部克久
- 服部隆之

### 指揮
- 阿部加奈子

### ピアノ
- 安川加壽子
- 田中希代子
- 江戸京子
- 海老裕子
- 海老彰子
- 岡村梨影
- 菊地裕介
- 原智恵子
- 横山幸雄
- 永野英樹
- 佐藤美香
- 萩原麻未
- 児玉麻里
- 児玉桃
- 佐野隆哉
- 本田聖嗣
- 村上巌
- 福間洸太朗
- 丸山凪乃

### その他器楽
- 大和田葉子(フルート)
- 加藤恕彦(フルート)
- 柴欽也(クラリネット)
- 板倉康明(クラリネット)
- 田中正敏(クラリネット)
- 松本健司(クラリネット)
- 横川晴児(クラリネット)
- 赤坂達三(クラリネット)
- 吉田誠(クラリネット)
- 平野公崇(サクソフォーン)
- 大石将紀(サクソフォーン)
- 露木薫(ユーフォニアム)
- 根本雄伯(ホルン)
- 石橋美奈子(ユーフォニアム)
- 津留崎直紀(チェロ)
- 小林真理(声楽)
- 橋本晋哉(テューバ)
- 杉木潤一郎
- 杉木峯夫(トランペット)
- 加納尚樹(トランペット)
- 小串俊寿(サクソフォーン)
- 佐藤美代子(ヴァイオリン)
- 本堂誠（サクソフォーン）
- 伊藤あさぎ(サクソフォーン)
- 袴田美帆(サクソフォーン)